# 葉室資頼
葉室 資頼 （はむろ すけより）は、鎌倉時代初期から中期にかけての公卿。右衛門権佐・藤原宗方の長男。官位は正二位・中納言。葉室家7代。号は押小路または二条。

## 官歴
『公卿補任』による
- 正治2年（1200年） 9月14日：叙爵（従五位下）
- 建仁元年（1201年） 正月23日：従五位上。正月29日：土佐守
- 建仁2年（1202年） 正月5日：正五位下
- 元久元年（1204年） 正月12日：止守
- 承元3年（1209年） 正月13日：春宮権大進
- 承元4年（1210年） 11月25日：蔵人。12月27日：民部権少輔
- 建保2年（1214年） 12月1日：左少弁
- 建保6年（1218年） 正月13日：権右中弁、従四位下。11月26日：兼春宮亮
- 承久元年（1219年） 正月23日：右中弁。春宮亮如元。9月7日：兼内蔵頭。12月13日：止頭
- 承久2年（1220年） 正月22日：右大弁。12月15日：従四位上
- 承久3年（1221年） 4月17日：蔵人頭。7月28日：止内蔵頭。8月29日：止蔵人頭
- 貞応元年（1222年） 正月24日：解右大弁。
- 安貞元年（1227年） 正月7日：正四位下
- 寛喜2年（1230年） 閏正月4日：還補蔵人頭。4月24日：中宮亮
- 寛喜3年（1231年） 4月14日：兼修理大夫
- 寛喜4年（1232年） 正月20日：参議、修理大夫并中宮亮如元。12月2日：従三位
- 貞永2年（1233年） 正月24日：美作権守。4月1日：止中宮亮。
- 文暦元年（1234年） 12月21日：兼右兵衛督、検非違使別当
- 文暦2年（1235年） 8月30日：権中納言、別当如元、転左兵衛督、去大夫。 9月9日：辞督別当。11月29日：正三位
- 嘉禎3年（1237年） 10月27日：従二位
- 嘉禎4年（1238年） 閏2月27日：正二位、辞権中納言
- 延応元年（1239年） 10月6日：按察使
- 仁治元年（1240年） 12月18日：遷大宰権帥
- 仁治2年（1241年） 10月13日：還任権中納言、権帥如元。
- 寛元2年（1244年） 6月13日：転中納言、権帥如元
- 寛元4年（1246年） 正月某日：止帥
- 宝治2年（1248年） 10月29日：辞中納言
- 建長7年（1255年） 10月18日：薨去（享年62）

## 系譜
- 父：藤原宗方
- 母：九条光長の娘[1]
- 妻：葉室光親の娘[1]
  - 長男[1]：葉室季頼（1213-1293）
- 生母不明の子女
  - 男子：定顕[2] - 東大寺法印権大僧都
  - 女子：藤原資季室[2]
  - 女子：九条忠高室[2]